# Антимасонска партия
Антимасонската партия е еднопроблемна антимасонска политическа партия в Съединените щати през 1828 – 1838 година.
Базирана в главно в северните щати, нейна идейна основа са опасенията от доминиране в американската политика на франкмасонството, разпространени сред някои привърженици на Националната републиканска партия. В своята история Антимасонската партия има няколко десетки депутати във федералната Камара на представителите и няколко губернатори на Върмонт и един на Пенсилвания. С отмирането на антимасонскаите настроения в края на 30-те години партията изчезва, като повечето ѝ дейци се присъединяват към вигите.